# シュテッティン条約 (1630年)
シュテッティン条約（シュテッティンじょうやく、スウェーデン語: TraktatenまたはFördraget i Stettin）、またはシュテッティン同盟（シュテッティンどうめい、ドイツ語: Stettiner Allianz）は、三十年戦争中、スウェーデン帝国によるポメラニア公国占領の法的根拠を与えた条約。

## 概要
条約は1630年8月25日（ユリウス暦）/9月4日（グレゴリオ暦）に締結されたが、スウェーデンがポメラニアに上陸した1630年7月10日（ユリウス暦）/7月20日（グレゴリオ暦）にさかのぼって適用された。
スウェーデンは軍事占領を行い、ポメラニアを足場にドイツ中部と南部での戦役を行った。
1637年に最後のポメラニア公ボギスラフ14世が死去すると、神聖ローマ帝国軍がポメラニアに侵攻してブランデンブルク選帝侯の公国への請求を認めさせようとしたが、その後の戦闘でスウェーデン軍に敗れた。ポメラニア貴族の一部は転向してブランデンブルクを支持した。
戦争が終結すると、1630年のシュテッティン条約は1648年のヴェストファーレン条約と1653年のシュテッティン条約に取って代わられ、ポメラニアはスウェーデン領となる西ポメラニアとブランデンブルク領となる東ポメラニアに分割された。

## 背景
1627年にフランツブルクが降伏した後、ポメラニア公国はアルブレヒト・フォン・ヴァレンシュタイン率いる、神聖ローマ皇帝フェルディナント2世の軍勢に占領された。スウェーデンによる三十年戦争への介入はシュトラールズントへの軍事支援で始まった。シュトラールズントはポメラニア領でハンザ同盟に加入しており、1628年の包囲戦でデンマークとスウェーデンの支援を受けて帝国軍による包囲に抵抗した。スウェーデンはシュトラールズントと20年間の同盟を締結した。デンマークのポメラニア、および神聖ローマ帝国全体での戦役は1628年のヴォルガストの戦いと1629年のリューベック条約で終結、シュトラールズントを除く北ドイツ全体が皇帝軍とカトリック連盟軍に占領された。1629年、フェルディナント2世は復旧令を発してこれらプロテスタント領の再カトリック化を開始した。
1629年9月のアルトマルク休戦協定によりポーランド・スウェーデン戦争が終結すると、スウェーデンは神聖ローマ帝国への侵攻に必要な軍事力を取り戻した。スウェーデン王グスタフ2世アドルフの侵攻計画はすでに1627年から1628年にかけての冬にリクスダーゲン（スウェーデン議会）が承認しており、1629年1月には枢密院の承認も受けた。
1630年6月26日（ユリウス暦）/7月6日（グレゴリオ暦）、グスタフ2世は艦隊27隻を率いてウーゼドム島に到着、ペーネミュンデ近くで上陸した。このときの軍勢は1万3千人だった（輸送船13隻に乗っている歩兵1万と騎兵3千）。侵攻軍は主に1623年のグスタフ2世による軍制改革以降、訓練を受けた平民で構成された。スウェーデン軍の西翼は1630年3月29日から6月までシュトラールズントをリューゲン島とその近くの敵軍を追い払うための基地としていたが、ここでシュトラールズントから離れた。スウェーデンが主張した侵攻の理由は下記の通り。
- スウェーデンを1629年のリューベック条約の適用外とするため[20]
- 神聖ローマ帝国が1626年から1629年までのポーランド・スウェーデン戦争（英語版）でポーランドを支持したため[20]
- ドイツのプロテスタントを解放するため[注 2][20]
- ドイツの自由を取り戻すため[注 2][20]

スウェーデン軍はアルブレヒト・フォン・ヴァレンシュタインの帝国軍に直面しており、うちポメラニア占領軍はトルクァート・コンティが率いていた。帝国軍の大半はイタリア半島で釘付けになっており、スウェーデンの侵攻に対応できなかった。ヴァレンシュタインは2年前にデンマークの上陸軍を追い払った（ヴォルガストの戦い）が、罷免される直前であった。7月9日、スウェーデン軍はシュテッティンを占領したが、1630年戦役ではオーデル川の河口に足場を築くことで満足していた。

## 条約の締結と改正

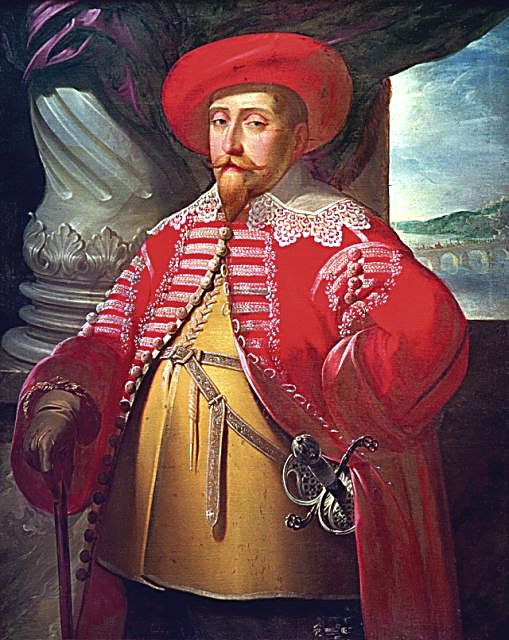
スウェーデン王グスタフ2世アドルフ

1630年7月20日（グレゴリオ暦）以降、ポメラニア公国の官僚が起草していたスウェーデン・ポメラニア同盟第一稿はグスタフ2世に拒否された。第二稿はスウェーデンが要求する変更のリストとともに突き返された。8月22日（グレゴリオ暦）、スウェーデン・ポメラニア間の交渉が正式に始まり、グスタフ2世も9月1日（グレゴリオ暦）に自ら参加した。最終的な交渉は9月2日から4日にかけて行われた（グレゴリオ暦）。
合意がなされたのは8月25日（ユリウス暦）/9月4日（グレゴリオ暦）だったが、1630年7月10日（ユリウス暦）/7月20日（グレゴリオ暦）に遡って適用された。同盟は「永久」とされた。条約はフランツブルクの降伏とシュトラールズント包囲戦に抵抗したシュトラールズントとの同盟も含んでいた。
その後、1630年8月30日（ユリウス暦）に「ポメラニア防衛基本法」（Pommersche Defensivverfassung）が、1631年に「宿営令」（Quartierordinnance）が締結された。スウェーデン王とスウェーデン軍の首脳部は公国の軍事について全権を握り、一方政治と宗教の権力はポメラニア公、貴族と各地の町に残った。公国の外交はスウェーデン王が行うとされた。これらの条約改正がなされたのは、ポメラニア貴族が公国の軍事権力をスウェーデンへ移転することと、スウェーデン・ポメラニア間の同盟を分離させることを堅持したためであった 。
条約ではポメラニアが年10万ターラーを提供すると定めたほか、スウェーデンの駐留軍4部隊への補給もポメラニアが行うとされた。

## 同盟

### ポメラニアにおける条約の履行

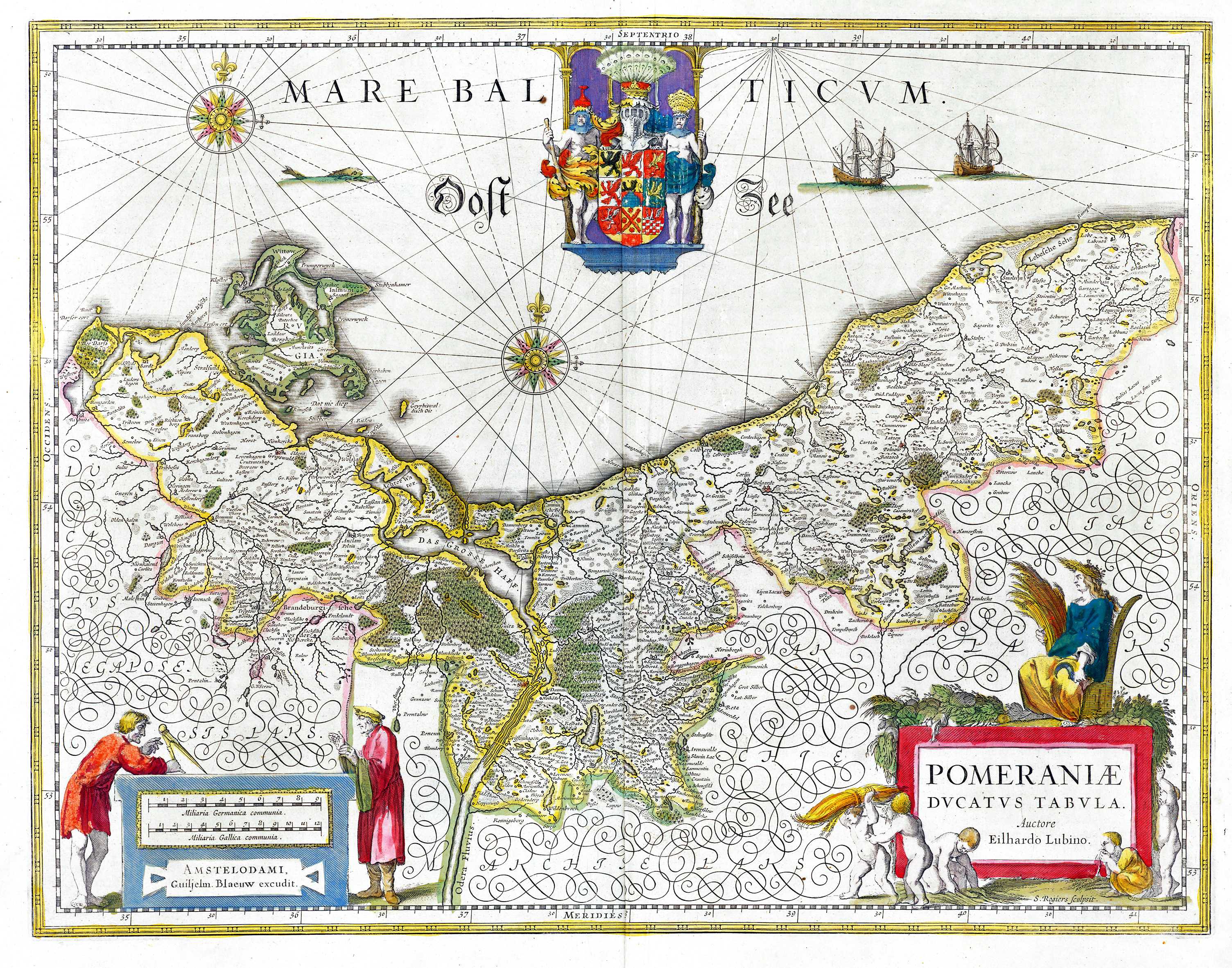
1635年時点のポメラニア公国

ポメラニア公ボギスラフ14世は同盟を締結した直後、神聖ローマ皇帝フェルディナント2世に手紙を書き、下記のように述べた。
「この連合は皇帝陛下や帝国に対してではなく、帝国の古くからの自由と泰平を維持するためである。また、公衆の安寧を妨げ、破壊する者から宗教と世俗の和解を守るためでもある。従って、私達、ボギスラフ14世[...]と神聖ローマ皇帝陛下の間の関係が維持されるだけでなく、法律に基づく義務も守られる。」
ボギスラフ14世は「帝国の兵士の野蛮さと残虐さ」によりもはや選択肢が残されていないとした。しかし、フェルディナント2世がボギスラフ14世を許さなかったため、ポメラニアを占領した帝国軍はさらに苛酷に振舞うよう命じられた。その結果、襲撃は頻繁に行われ、建物や集落が燃やされ、住民は苦しめられた。帝国の悪政はポメラニア人がスウェーデンを支持する理由の1つとなった。もう1つの理由としては、ポメラニアと違ってスウェーデンには農奴制がなかったため、スウェーデン兵士は武装した平民であり、ポメラニア平民の好感を得ていた。
上記の条約により、スウェーデンはポメラニア公国を徴兵の割当制度に組み入れ、ポメラニアにおけるスウェーデン軍の人数を短期間で3倍にすることに成功した。1630年、カール・グスタフソン・バネールがスウェーデン駐シュテッティン大使に任命され、翌1631年にはステン・スヴァンテッソン・ビェルケが後任になった。ビェルケは1630年時点ではスウェーデンのシュトラールズントにおける指揮官だった。
スウェーデン軍はオーデル川の河口にあった橋頭堡から進軍をはじめ、1631年に帝国軍を完全にポメラニア公国から追い出した。シュテッティンの南にあったポメラニア領のガルツとグライフェンハーゲンはそれぞれ1631年1月4日と5日に攻撃された。両町はそれぞれ1630年6月4日と7日から帝国軍が守備に就いていた。ガルツとグライフェンハーゲンを占領したことで、スウェーデン軍はさらに南下してブランデンブルク選帝侯領に侵攻したり、西進して西ポメラニアやメクレンブルク＝シュヴェリーンに攻め入ることができるようになった。ポメラニアにおける帝国軍の最後の砦はグライフスヴァルトであり、1631年6月12日以降スウェーデンに包囲されていた。帝国軍の指揮官フランチェスコ・フレデリーコ・ペルシ（Francesco Ludovico Perusi）が乗馬中に撃たれると、帝国軍は6月16日に降伏した。グスタフ2世もブランデンブルクから戻って包囲戦を視察しようとしたが、到着したときには祝賀を受けた。
ポメラニアの平民は徴集されて軍事建築に駆り出されてもスウェーデンへの支持を続けた。一方で町のほうではブルジョワが駐留軍との紛争をおこした。グスタフ2世はいくつかの命令（Artikelbriefe）を下して兵士とブルジョワの交流を制限したが、1632年時点ではすでに「規律のない兵士に対する騒動」を止められなかった。より大きな町はスウェーデン軍の要求を拒否することも多いという。
| 「主な要塞」 （ドイツ語: Hauptfestung）                                                | 「主な要塞」 （ドイツ語: Hauptfestung） | 「小さな要塞」 （ドイツ語: Kleine Festung）   | 「小さな要塞」 （ドイツ語: Kleine Festung） | 主なスコンス （ドイツ語: Schanze） | 主なスコンス （ドイツ語: Schanze） |
| 位置                                                                                   | 1630年秋時点の兵士数                    | 位置                                          | 1630年秋時点の兵士数                        | 位置                               | 1630年秋時点の兵士数               |
| -------------------------------------------------------------------------------------- | --------------------------------------- | --------------------------------------------- | ------------------------------------------- | ---------------------------------- | ---------------------------------- |
| シュテッティン                                                                         | 4,230                                   | アンクラム                                    | 400                                         | ブランツハーゲン                   | 不明                               |
| シュトラールズント                                                                     | 3,130                                   | ダム                                          | 280                                         | ダムガルテン                       | 不明                               |
|                                                                                        |                                         | デミーン                                      | 830                                         | ペーネミュンデ                     | 不明                               |
| グライフスヴァルト                                                                     | （1631年6月に占領）                     | ノイアー・フェール（Neue Fähr、リューゲン島） | 不明                                        |                                    |                                    |
| コルベルク                                                                             | 1,000                                   | トリープゼース                                | 不明                                        |                                    |                                    |
| ヴォルガスト                                                                           | 990                                     | ヴィーク（Wieck、現グライフスヴァルトの一部） | 1,050                                       |                                    |                                    |
| ヴォリン                                                                               | 不明                                    |                                               |                                             |                                    |                                    |
| 出典：Langer (2003), pp. 397–398. スコンスにいた人数は上下した。Langer (2003), p. 397. |                                         |                                               |                                             |                                    |                                    |

### スウェーデンによる神聖ローマ帝国侵攻の橋頭堡として
グスタフ2世がポメラニアに上陸したとき、ドイツのプロテスタント諸侯は彼の介入について不信感を持った。1631年4月、プロテスタント諸侯はライプツィヒで行われた会議において自分で第3の戦線を開くと決定、1630年8月1日にすでにスウェーデンと同盟したマクデブルクを除いてスウェーデンと同盟しなかった。スウェーデンの戦略ではマクデブルクを「ドイツ全体の反乱」の起爆剤にしようとしたが、この戦略は初期には効果が上がらなかった。
1631年初、スウェーデン軍はブランデンブルク選帝侯領に進軍した。1631年1月23日、スウェーデンはブランデンブルク領でグライフェンハーゲン近くのベールヴァルデにてフランス王国と同盟を締結した。ブランデンブルク領のフランクフルト・アン・デア・オーデルとランツベルク・アン・デア・ヴァルテはそれぞれ4月15日と23日に占領された。その後、ブランデンブルクは5月14日、6月20日、9月10日にスウェーデンとの条約締結を余儀なくされた。これらの条約により、ブランデンブルク選帝侯ゲオルク・ヴィルヘルムはブランデンブルクの軍事の支配権をスウェーデンに渡すことを余儀なくされたが、同盟は拒否した。
スウェーデンはマクデブルクを支援することができず、1631年夏にはティリー伯ヨハン・セルクラエスの軍勢がマクデブルクを占領、略奪した（マクデブルクの戦い）。大火により市内に残った建物が焼け落ち、住民2万人が死亡するとプロテスタント諸侯は不信感を拭い去ってスウェーデン王を支持した。ティリー伯がザクセン選帝侯領を攻撃すると、ザクセン選帝侯は自軍をスウェーデン軍と合流させ、両軍は1631年のブライテンフェルトの戦いでティリー伯の軍勢を決定的に撃破した。帝国軍とカトリック連盟の連合軍が敗北したことで、スウェーデン軍がドイツ中部や南部まで追撃することができた。

### グスタフ2世の死後

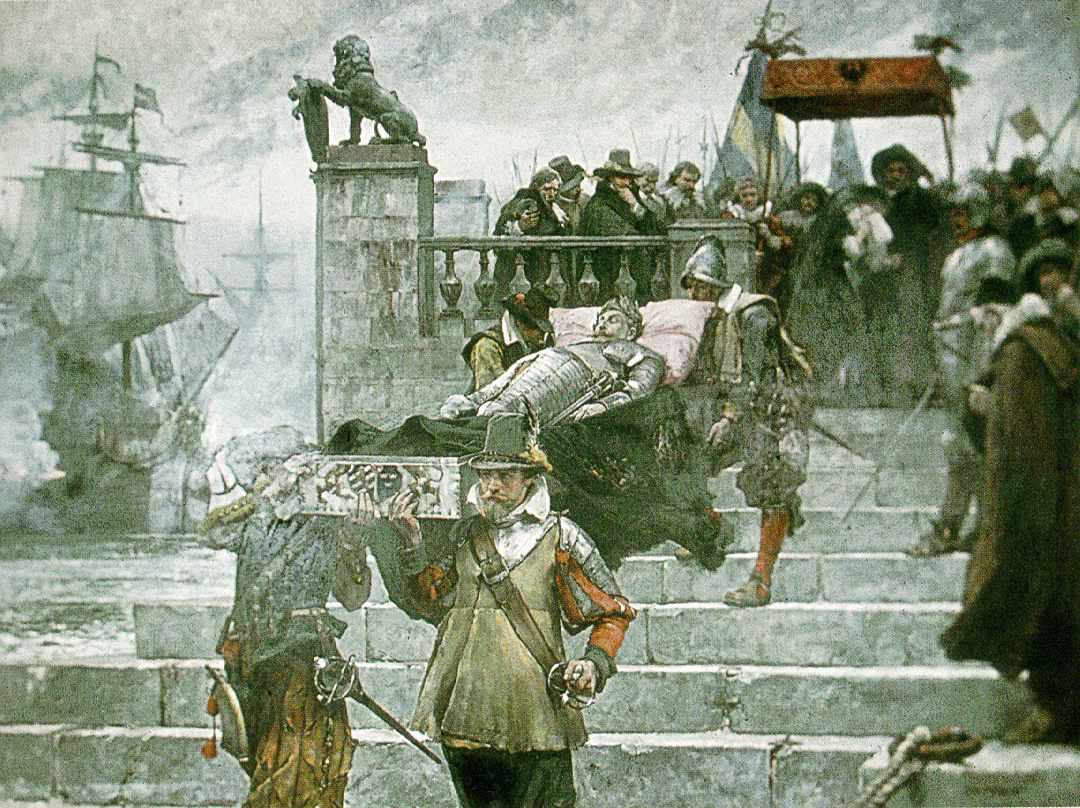
ヴォルガストにて本国へ輸送中のグスタフ2世アドルフの遺体、1633年。カール・グスタフ・ヘルクヴィスト作。

グスタフ2世は1632年11月6日のリュッツェンの戦いで戦死した。ブランデンブルク選帝侯ゲオルク・ヴィルヘルムは5月31日にシュテッティンで行われた葬儀に参加、ポメラニアの継承に参加できればシュテッティンの同盟に加入すると提案した。ポメラニア家最後の男子ボギスラフ14世は1631年4月にすでに卒中をきたしていた。スウェーデンはブランデンブルクの提案を承認も拒否もしなかった。1634年11月19日、「連隊憲法」（Regimentsverfassung）によりポメラニアの行政が改革された。1569年の分割によりヴォルガストとシュテッティンでそれぞれ成立した政府は3月18日に統合されており、新しい憲法ではこの政府の構成を総督1人、総裁1人、ほか成員7人に変更した。
1634年のネルトリンゲンの戦いでスウェーデンがはじめて大敗すると、神聖ローマ皇帝フェルディナント2世とプロテスタント諸侯数人が1635年5月にプラハ条約を締結した。カルヴァン派のブランデンブルク選帝侯は条約が復旧令を撤廃しただけでカルヴァン派の容認について言及しなかったので、嫌々ながら締結したのであった。ブランデンブルク選帝侯に締結させるべく、スウェーデンとフェルディナント2世はブランデンブルクにポメラニア公国の継承を保証した。
また、ネルトリンゲンの戦いで敗北したスウェーデン軍の大半（うち数千人が負傷していた）はポメラニアに撤退、続いて帝国軍が1636年にポメラニア公国に進軍した。スウェーデン枢密院はシュトラールズントを除くポメラニアを放棄することさえ検討した。スウェーデン兵士の暴虐さもポメラニアのスウェーデン軍への供出物資もその後数年に頂点に達した。スウェーデン軍と帝国軍の傭兵は両方とも補給が不足したため、現地民から強制徴収していた。1637年に発されたカピチュレーションでは軍の「侵入」と「無礼さ」について述べたが、兵士への厳罰はしないとした。
1637年2月24日、ポメラニアの官僚はボギスラフ14世が死去してもポメラニアの1634年基本法は有効のままであると定め、スウェーデンもそれを承認したが、ブランデンブルクは拒否した。

### ボギスラフ14世の死後、ブランデンブルクとの対決

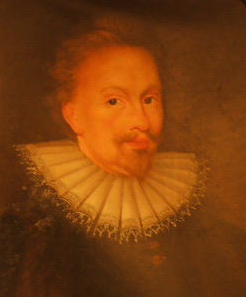
ステン・スヴァンテッソン・ビェルケ

1637年3月10日、ボギスラフ14世が後継者のないまま死去した。3月11日、スウェーデン大使ステン・スヴァンテッソン・ビェルケはポメラニア当局にシュテッティンの同盟を履行することと、ブランデンブルクの介入をはねつけるよう助言した。3月14日、ブランデンブルク選帝侯ゲオルク・ヴィルヘルムはスウェーデンのクリスティーナ女王に手紙を書き、1493年のピュリッツ条約と1529年のグリムニッツ条約に基づく自身のポメラニア公国の継承権は同盟に影響されないと述べ、クリスティーナにそれを尊重するよう求めた。彼は同じような手紙をビェルケとスウェーデン元帥カール・グスタフ・ウランゲルにも送った。同日、ブランデンブルクの急使が選帝侯の押収状をもってシュテッティンに現れたが、ビェルケは即座に彼を投獄して、絞首刑に処すると脅した。翌日、選帝侯はポメラニア貴族に自身の臣下として振舞うよう警告した。

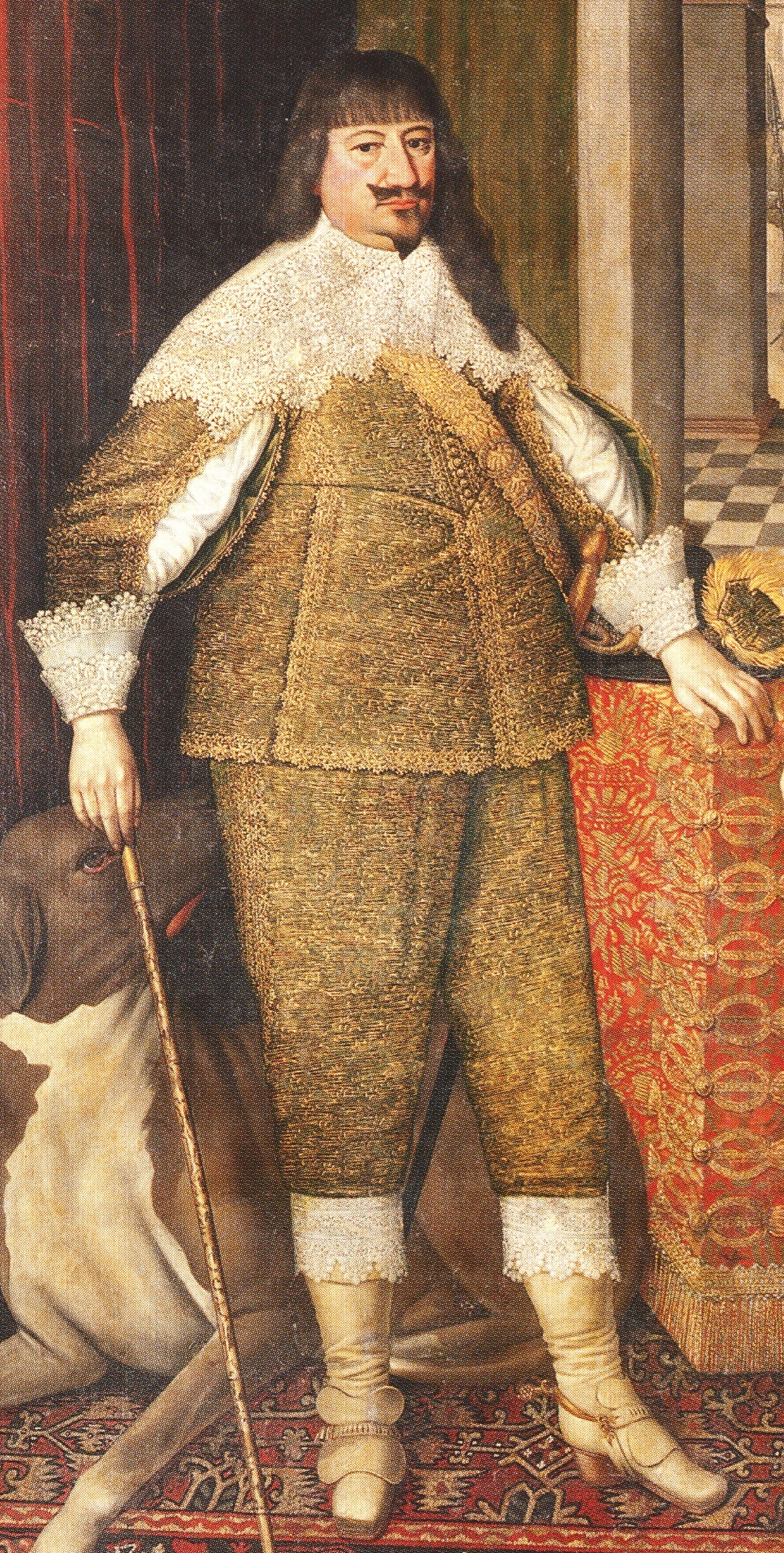
ブランデンブルク選帝侯ゲオルク・ヴィルヘルム、グスタフ2世アドルフの義兄

1637年3月19日、ポメラニア貴族の代表はスウェーデン・ブランデンブルク間で合意するまで請求を一時停止するよう選帝侯に嘆願したが拒否され、ビェルケも3月24日にブランデンブルクとのいかなる交渉も拒否すると宣言した。ビェルケは4月3日にブランデンブルクの請求自体を挑戦するつもりはなく、ブランデンブルクがスウェーデンの請求を無視していることを挑戦しただけと釈明したが、ウランゲルは4月12日にブランデンブルクの請求を拒否すると述べ、ポメラニア貴族にスウェーデンへの忠誠を守るよう助言した 。ゲオルク・ヴィルヘルムは4月28日に帝国の介入で脅しつつ、3月14日に述べた請求を再び述べた。フェルディナント2世はブランデンブルクの継承を確認する特許状を発し、ゲオルク・ヴィルヘルムも5月22日に特許状を発した。ポメラニア人は6月7日から29日にかけてラントタークを開き、ビェルケとポメラニア貴族はきたるブランデンブルクの占領に抵抗すると合意した。
1637年8月、マティアス・ガラス率いる帝国軍はポメラニアとメクレンブルク＝シュヴェリーンの境界に移動、スウェーデン軍もポメラニア側の国境に集中した。ガラスは10月末に撤退したが、フォン・ブレドウ（von Bredow）は10月24から25日にかけて西ポメラニアに侵入、トリープゼース、レーツ、ヴォルガスト、デミーンを占領した。ポメラニア公国南部の貴族は寝返って11月25日にブランデンブルク選帝侯に忠誠を誓い、東部地域のシュラーヴェとシュトルプでは貴族数人がダンツィヒで選帝侯の代表と面会して1638年1月1日に東プロイセンに移住する許しを得た。同月、フェルディナント2世はポメラニア公国を封土としてブランデンブルク選帝侯に与え、1月26日にポメラニア貴族に受け入れられた。ポメラニア政府は3月に辞任した。

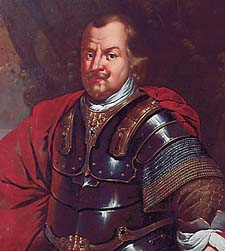
ヨハン・バネール

1638年4月3日、枢密院はポメラニアについて討議、公国の占領を決定した。5月2日、アクセル・リリーとヨハン・リリーホークがスウェーデンからポメラニア総督に任命されたが、2人は主に軍事を司り、行政はほかの役人に任された。ヨハン・リリーストロムはポメラニアをスウェーデン帝国に組み込むタイムラインの草案を作成するよう命じられた。
1638年7月28日、スウェーデン元帥ヨハン・バネールは東ポメラニアから攻撃を開始、西ポメラニアの帝国軍を攻めた。ポメラニア公国はその後の戦役で荒廃した。バネールは年末までに公国全体の総督に任命された。ブランデンブルクは1639年から1641年にかけて、武力による再占領を計画したが、計画は進まなかった。しかし一方で、スウェーデンとポメラニア政府による文民政府の再設立も失敗した。スウェーデンとブランデンブルクは1641年7月14日に停戦協定を締結したが、1642年2月と1643年4月の交渉はまとまらなかった。
1643年9月1日から7日にかけて、ヨアヒム・エルンスト・フォン・クロッコフ率いる帝国軍がポメラニア公国に侵攻、東ポメラニア西部を占領した。ハンス・クリストフ・フォン・ケーニヒスマルク率いるスウェーデン軍は10月1日にクロッコフを攻撃した。戦闘は11月12日にクロッコフがケーニヒスマルクの追撃を受けつつ撤退するまで続いた。

## その後

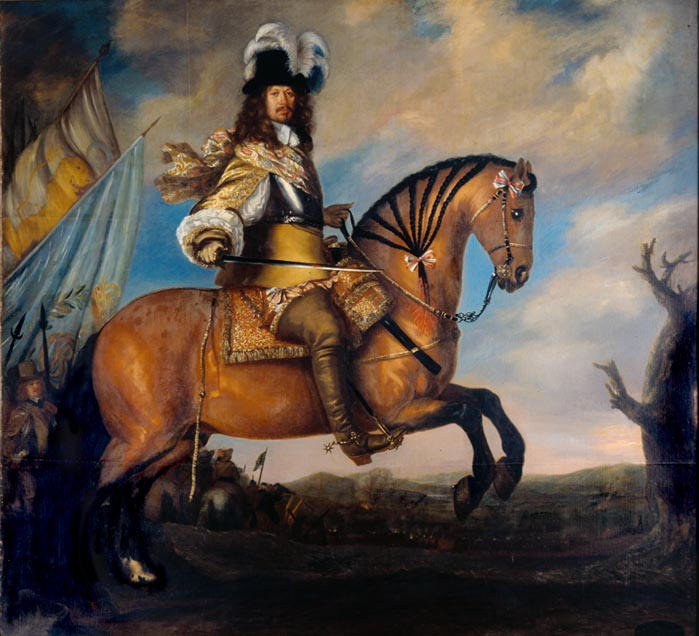
カール・グスタフ・ウランゲル

三十年戦争を終結させるための平和交渉がオスナブリュックで行われている最中、ポメラニア代表は1644年初と1645年10月から1647年8月にかけて交渉に臨んだ。シュトラールズントが独自の代表を派遣したほか、ポメラニア公国の残りはマルクス・フォン・アイックシュテットとフリードリヒ・ルンゲが代表、スウェーデンとブランデンブルクとも2人を承認した。8月3日、ブランデンブルク選帝侯フリードリヒ・ヴィルヘルムの代表は公国の分割についてスウェーデンと交渉し始めた。ポメラニア貴族は10月に分割を拒否してブランデンブルクにほかの選択肢を検討するよう求めたが、分割は1647年1月28日にオスナブリュックで確定、1648年10月24日に署名されたヴェストファーレン条約で正式に定められた。ポメラニアはスウェーデン領となる西ポメラニアとブランデンブルク領となる東ポメラニアに分割された。スウェーデン元帥カール・グスタフ・ウランゲルは1648年にポメラニア総督に任命された。講和の後、スウェーデンはポメラニアの占領軍の動員を解除、兵員2千から4千を維持した。
スウェーデン・ブランデンブルク間の国境線の交渉は1650年初に始まり、1653年5月4日のシュテッティン条約で終結した。ボギスラフ14世は1654年5月25日にようやくシュテッティンで埋葬された。